# 屈洛兹
屈洛兹（法語：Culoz，法語發音：[kyloz] 或 [kylo]），又称屈洛，是法国东部安省的一个旧市镇，属于贝莱区。2023年1月1日，屈洛兹与市镇贝翁合并为新市镇屈洛兹-贝翁，屈洛兹为新市镇行政中心。

## 地理
屈洛兹（45°50'55"N, 5°46'54"E）面积19.36 平方千米，位于法国奥弗涅-罗讷-阿尔卑斯大区安省，该省份为法国东部省份，北起汝拉省，西北接索恩-卢瓦尔省，西接罗讷省和里昂大都会，南至伊泽尔省，东与萨瓦省、上萨瓦省和瑞士接壤。
与屈洛兹接壤的市镇（或旧市镇、城区）包括：昂格勒福尔、贝翁、塞泽里约、弗拉克雪、拉武尔、吕菲约、绍塔涅地区塞里耶尔、瓦尔罗梅地区阿尔维耶尔。
屈洛兹的时区为UTC+01:00、UTC+02:00（夏令时）。

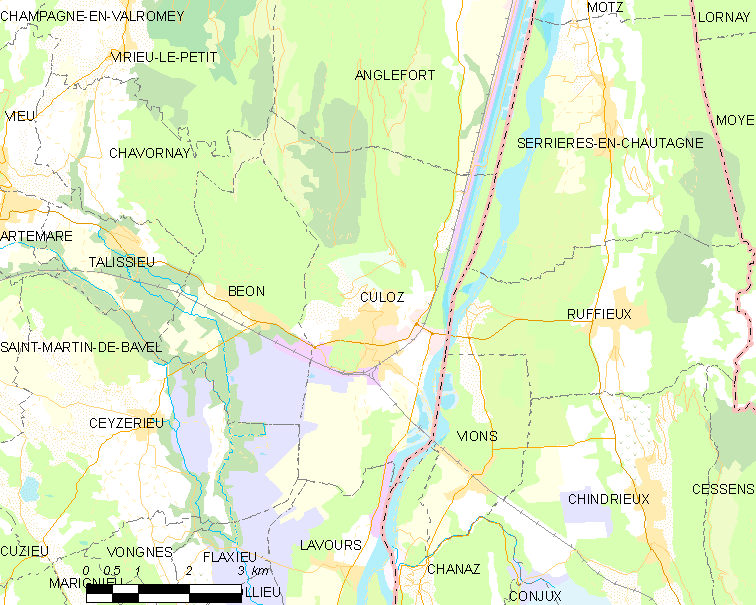
屈洛兹的OSM定位图

## 行政
屈洛兹的邮政编码为01350，INSEE市镇编码为01138。

## 政治
屈洛兹所属的省级选区为普拉托多特维尔县。

## 人口

1962-2008年间屈洛兹人口变化图示

屈洛兹于2019年1月1日时的人口数量为3004人。